# Jan Pieterszoon Coen

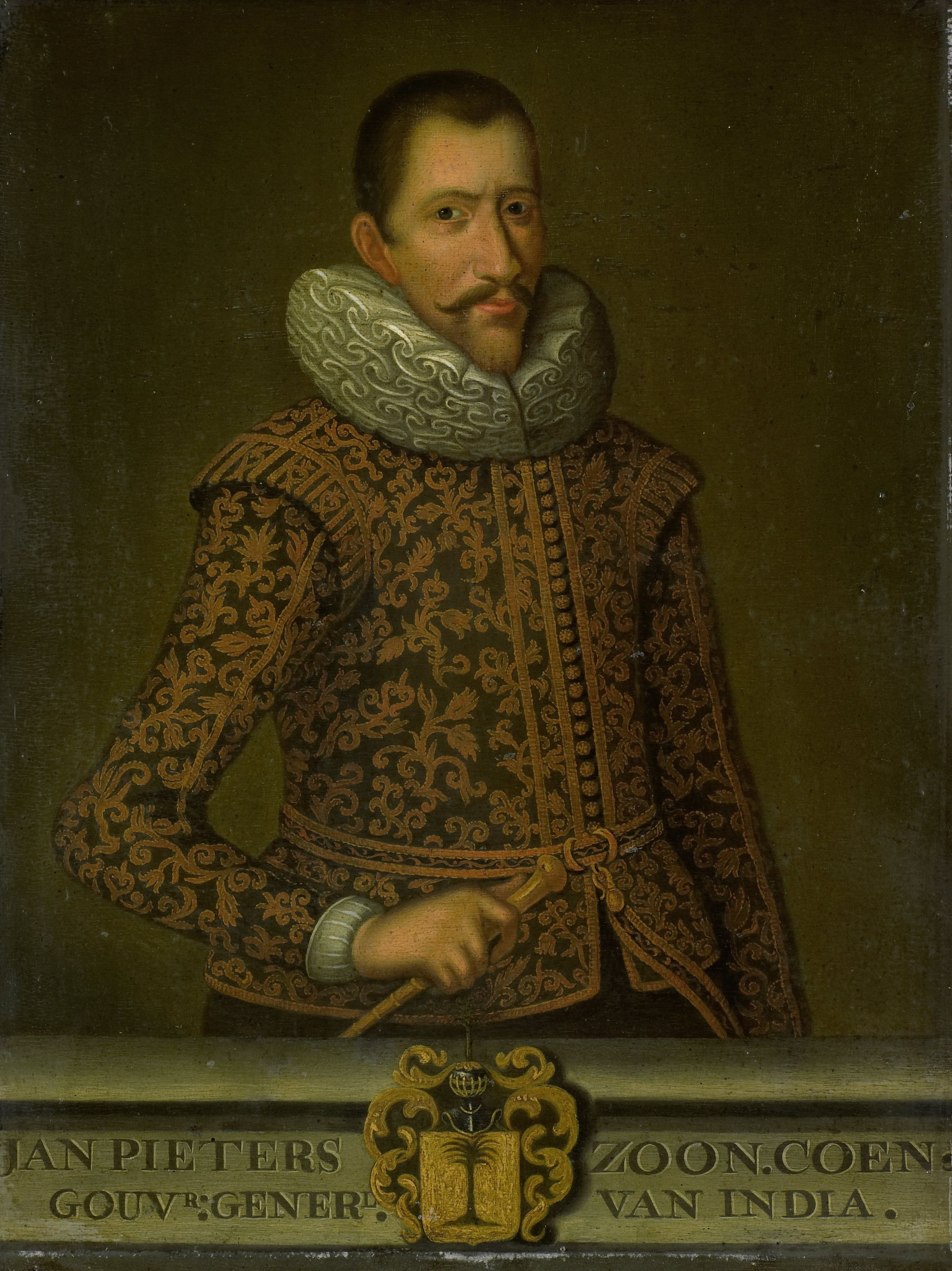
Jan Pieterszoon Coen

Jan Pieterszoon Coen, född 1587, död 21 september 1629, var en nederländsk ämbetsman, grundare av Hollands kolonialvälde i Indonesien.
Coen var från 1607 i Ostindiska kompaniets tjänst, och 1671–1623 och 1627–1629 generalguvernör över Nederländska Indien. Han grundlade 1619 Batavia (nuvarande Jakarta) och ordnade styrelse och rättsskipning, samt fördrev engelsmännen från öarna. 